# Klášter Tintern
Klášter Tintern (velšsky Abaty Tyndyrn; anglicky Tintern Abbey) se nachází u vesnice Tintern ležící na řece Wye v hrabství Monmouthshire na jihovýchodě Walesu ve Spojeném království. Založil jej dne 9. května 1131 baron Walter z Clare. Budovy byly postupně rozšiřovány, přičemž velká rekonstrukce probíhala ve třináctém století. Za vlády Jindřicha VIII. Tudora proběhlo rušení klášterů, přičemž tento klášter byl odevzdán do královských rukou 3. září 1536. Budovy v následujících staletích chátraly. Anglická heavymetalová skupina Iron Maiden zde natočila hudební videoklip k písni „Can I Play with Madness“ (1988).